# Franz Stradal
Franz Stradal (25. října 1812 Litoměřice – 5. července 1879 Chiemsee) byl rakouský a český advokát, železniční podnikatel a politik německé národnosti, v 60. letech 19. století poslanec Českého zemského sněmu.

## Biografie
Profesí byl advokátem. Během revolučního roku 1848 se angažoval v politice. Účastnil se německého sjezdu v Teplicích, kde navrhl rozdělení českých zemí (a Rakouska) na kraje podle převažující národnosti s tím, že v Čechách by došlo k administrativnímu ustavení německých a českých krajů. Patřil do vlivné teplické rodiny Stradalových, která ve městě vlastnila četné nemovitosti a pozemky. V 2. polovině 19. století jí patřila i teplická plynárna. Franz Stradal zasedal trvale v městské radě.
Zasloužil se o rozvoj železnic v regionu severních Čech. V 50. letech patřil mezi zakladatele Ústecko-teplické dráhy (k.k. privilegierte Aussig-Teplitzer Eisenbahn). Zasedal ve správní radě Ústecko-teplické dráhy a byl zakladatelem Duchcovsko-podmokelské dráhy. Pro své angažmá v konkurenční Duchcovsko-podmokelské dráze ho ovšem vedení Ústecko-teplické dráhy propustilo.
Po obnovení ústavního života v Rakouském císařství počátkem 60. let 19. století se zapojil i do zemské politiky. V zemských volbách v Čechách v roce 1861 byl zvolen v kurii venkovských obcí (volební obvod Teplice – Duchcov – Bílina) do Českého zemského sněmu jako nezávislý německý kandidát.
Zemřel roku 1879, kdy se utopil při koupání v bavorském Chiemsee, kde měl rekreační vilu.
Jeho bratrem byl advokát a politik Augustin Stradal (1815–1872), který během revolučního roku 1848 zasedal jako poslanec na Říšském sněmu.